# Sharpitor Linea
La Sharpitor Linea è una struttura geologica della superficie di Europa.